# Cinizasaurus hunti
"Cinizasaurus" es el nombre informal dado a restos fosilizados del Triásico superior de Nuevo México y que inicialmente fueran asignados a un dinosaurio terópodo. Los restos, NMMNH P-18400, consisten en una tibia, vertebras, y fragmentos, provenientes del finales del Carniense, en el miembro Bluewater Creek de la Formación Chinle, cerca de Fort Wingate. Andrew Heckert, en su no publicada tesis, propone el nombre de "Cinizasaurus hunti" para el espécimen, pero nunca fue adoptado, y la primera referencia en la literatura científica fue en la redescripción de 2007 del material de finales del Triásico norteamericano asignado a dinosaurios (Nesbitt, Irmis, and Parker, 2007). En este trabajo, los autores solo lograron asignado a Archosauriformes.